# Международный день гор

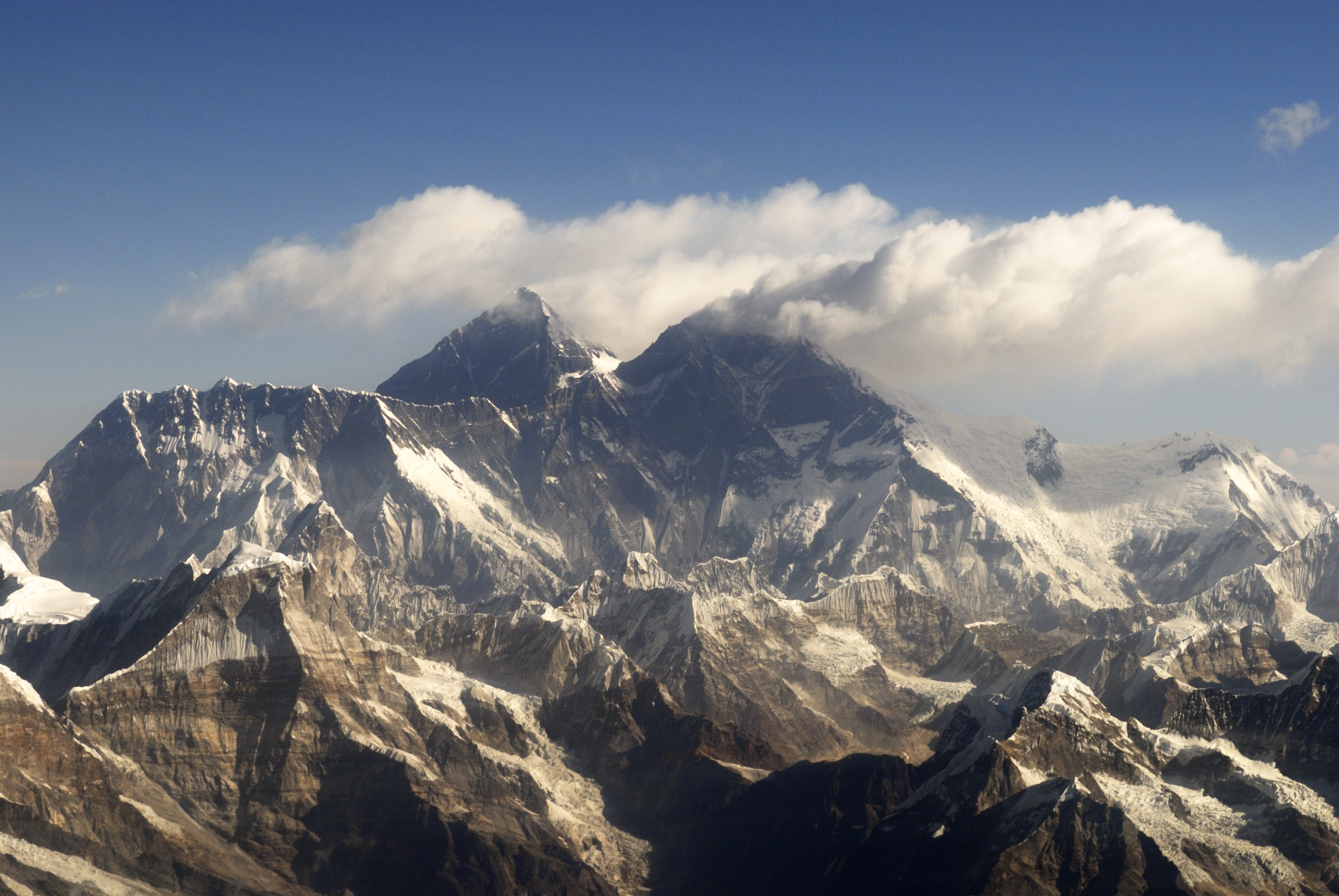
Высочайшая гора планеты Земля — Эверест

Международный день гор (на других официальных языках ООН: англ. International Mountain Day, исп. Día Internacional de las Montañas, фр. Journée internationale de la montagne, кит. 国际山岳日) — провозглашён Резолюцией Генеральной Ассамблеи ООН (Резолюция № A/RES/57/245, принята на 78-м пленарном заседании 20 декабря 2002 года), посвящённой итогам Международного года гор. Отмечается ежегодно с 11 декабря 2003 года.
В резолюции Генеральной Ассамблеи мировому сообществу предложено «организовывать в этот день мероприятия на всех уровнях с целью пропаганды значения устойчивого развития горных регионов».

## Темы дня
Начиная с 2004 года, для каждого Международного дня гор ежегодно определяется соответствующая тема и разрабатываются информационные материалы.
- 2004 — «Мир: ключ к устойчивому развитию горных районов» (Peace: key to sustainable mountain development  (англ.))[1]
- 2005 — «Горный туризм: как заставить его работать для бедных» (Mountain tourism: making it work for the poor  (англ.))[1]
- 2006 — «Управляя биоразнообразием горных районов для лучшей жизни» (Managing mountain biodiversity for better lives  (англ.))[1]
- 2007 — «Принимая во внимание изменения: изменения климата в горных районах» (Facing change: climate change in mountain areas  (англ.))[1]
- 2008 — «Продовольственная безопасность в горах» (Food security in mountains  (англ.))[1]
- 2009 — «Управление рисками стихийных бедствий в горах» (Disaster risk management in mountains  (англ.))[1]
- 2010 — «Горные меньшинства и коренные народы» (Mountain Minorities and Indigenous Peoples  (англ.))[1]
- 2011 — «Горы и леса»[2]
- 2012 — «Праздник жизни гор»[3]
- 2013 — «Горы: Ключ к устойчивому будущему»[4][5][6]
- 2014 — «Горные семейные фермерские хозяйства»[7]
- 2015 — «Содействие сбыту продукции, произведенной в горных районах, в целях создания более эффективных источников средств к существованию»
- 2016 — «Культура гор: разнообразие и самобытность»
- 2017 — «Горы в опасности: климат, голод, миграция»
- 2018 — «Значение гор»[8]
- 2019 — «Горы важны для молодёжи»[9][10]
- 2020 — «Биоразнообразие гор»[11][12]
- 2021 — «Устойчивый горный туризм»[13][14][15]
- 2022 — «Женщины сворачивают горы»[16][17]
- 2023 — «Восстановление горных экосистем» (Restoring mountain ecosystems  (англ.))[18]